# Tensor de tensão de Maxwell
O tensor de tensão de Maxwell (em homenagem a James Clerk Maxwell) é um tensor simétrico de segunda ordem em três dimensões que é usado no eletromagnetismo clássico para representar a interação entre as forças eletromagnéticas e o momento mecânico. Em situações simples, como uma carga pontual movendo-se livremente em um campo magnético homogêneo, é fácil calcular as forças sobre a carga a partir da lei de força de Lorentz. Quando a situação se torna mais complicada, esse procedimento comum pode se tornar impraticável, com equações abrangendo várias linhas. Portanto, é conveniente coletar muitos desses termos no tensor de tensão de Maxwell e usar a aritmética de tensores para encontrar a resposta para o problema em questão.
Na formulação relativística do eletromagnetismo, os nove componentes do tensor de tensão de Maxwell aparecem, negados, como componentes do tensor eletromagnético de tensão–energia, que é o componente eletromagnético do tensor de tensão–energia total. Este último descreve a densidade e o fluxo de energia e momento no espaço-tempo.

## Motivação
Conforme descrito abaixo, a força eletromagnética é escrita em termos de {\displaystyle \mathbf {E} } e {\displaystyle \mathbf {B} }. Usando o cálculo vetorial e as equações de Maxwell, a simetria é procurada nos termos contendo {\displaystyle \mathbf {E} } e {\displaystyle \mathbf {B} }, e a introdução do tensor de tensão de Maxwell simplifica o resultado.
| Nome                                                               | Forma diferencial |
| ------------------------------------------------------------------ | --- |
| Lei de Gauss (no vácuo)                                            | {\displaystyle {\boldsymbol {\nabla }}\cdot \mathbf {E} ={\frac {\rho }{\varepsilon _{0}}}}                                                           |
| Lei de Gauss para magnetismo                                       | {\displaystyle {\boldsymbol {\nabla }}\cdot \mathbf {B} =0}                                                                                           |
| Equação de Maxwell – Faraday (Lei de indução de Faraday)           | {\displaystyle {\boldsymbol {\nabla }}\times \mathbf {E} =-{\frac {\partial \mathbf {B} }{\partial t}}}                                               |
| Lei dos circuitos de Ampère (no vácuo) (com a correção de Maxwell) | {\displaystyle {\boldsymbol {\nabla }}\times \mathbf {B} =\mu _{0}\mathbf {J} +\mu _{0}\varepsilon _{0}{\frac {\partial \mathbf {E} }{\partial t}}\ } |

1. Começando com a lei de força de Lorentz
{\displaystyle {\begin{aligned}\mathbf {F} &=q(\mathbf {E} +\mathbf {v} \times \mathbf {B} )\\[3pt]&=\int (\mathbf {E} +\mathbf {v} \times \mathbf {B} )\rho \mathrm {d} \tau \end{aligned}}}
a força por unidade de volume é
{\displaystyle \mathbf {f} =\rho \mathbf {E} +\mathbf {J} \times \mathbf {B} }
2. Em seguida, {\displaystyle \rho } e {\displaystyle \mathbf {J} } podem ser substituídos pelos campos {\displaystyle \mathbf {E} } e {\displaystyle \mathbf {B} }, usando a lei de Gauss e a lei dos circuitos de Ampère:
{\displaystyle \mathbf {f} =\varepsilon _{0}\left({\boldsymbol {\nabla }}\cdot \mathbf {E} \right)\mathbf {E} +{\frac {1}{\mu _{0}}}\left({\boldsymbol {\nabla }}\times \mathbf {B} \right)\times \mathbf {B} -\varepsilon _{0}{\frac {\partial \mathbf {E} }{\partial t}}\times \mathbf {B} }
3. A derivada do tempo pode ser reescrita para algo que pode ser interpretado fisicamente, ou seja, o vetor de Poynting. Usando a regra do produto e a lei de indução de Faraday dá
{\displaystyle {\frac {\partial }{\partial t}}(\mathbf {E} \times \mathbf {B} )={\frac {\partial \mathbf {E} }{\partial t}}\times \mathbf {B} +\mathbf {E} \times {\frac {\partial \mathbf {B} }{\partial t}}={\frac {\partial \mathbf {E} }{\partial t}}\times \mathbf {B} -\mathbf {E} \times ({\boldsymbol {\nabla }}\times \mathbf {E} )}
e agora podemos reescrever {\displaystyle \mathbf {f} } como
{\displaystyle \mathbf {f} =\varepsilon _{0}\left({\boldsymbol {\nabla }}\cdot \mathbf {E} \right)\mathbf {E} +{\frac {1}{\mu _{0}}}\left({\boldsymbol {\nabla }}\times \mathbf {B} \right)\times \mathbf {B} -\varepsilon _{0}{\frac {\partial }{\partial t}}\left(\mathbf {E} \times \mathbf {B} \right)-\varepsilon _{0}\mathbf {E} \times ({\boldsymbol {\nabla }}\times \mathbf {E} ),}
então coletar termos com{\displaystyle \mathbf {E} } e {\displaystyle \mathbf {B} } dá
{\displaystyle \mathbf {f} =\varepsilon _{0}\left[({\boldsymbol {\nabla }}\cdot \mathbf {E} )\mathbf {E} -\mathbf {E} \times ({\boldsymbol {\nabla }}\times \mathbf {E} )\right]+{\frac {1}{\mu _{0}}}\left[-\mathbf {B} \times \left({\boldsymbol {\nabla }}\times \mathbf {B} \right)\right]-\varepsilon _{0}{\frac {\partial }{\partial t}}\left(\mathbf {E} \times \mathbf {B} \right).}
4. Um termo parece estar "faltando" da simetria em {\displaystyle \mathbf {E} } e {\displaystyle \mathbf {B} }, o que pode ser obtido inserindo {\displaystyle \left({\boldsymbol {\nabla }}\cdot \mathbf {B} \right)\mathbf {B} } por causa da lei de Gauss para o magnetismo:
{\displaystyle \mathbf {f} =\varepsilon _{0}\left[({\boldsymbol {\nabla }}\cdot \mathbf {E} )\mathbf {E} -\mathbf {E} \times ({\boldsymbol {\nabla }}\times \mathbf {E} )\right]+{\frac {1}{\mu _{0}}}\left[({\boldsymbol {\nabla }}\cdot \mathbf {B} )\mathbf {B} -\mathbf {B} \times \left({\boldsymbol {\nabla }}\times \mathbf {B} \right)\right]-\varepsilon _{0}{\frac {\partial }{\partial t}}\left(\mathbf {E} \times \mathbf {B} \right).}

Eliminando as ondulações (que são bastante complicados de calcular), usando a identidade de cálculo vetorial
{\displaystyle {\frac {1}{2}}{\boldsymbol {\nabla }}(\mathbf {A} \cdot \mathbf {A} )=\mathbf {A} \times ({\boldsymbol {\nabla }}\times \mathbf {A} )+(\mathbf {A} \cdot {\boldsymbol {\nabla }})\mathbf {A} ,}
leva a:
{\displaystyle \mathbf {f} =\varepsilon _{0}\left[({\boldsymbol {\nabla }}\cdot \mathbf {E} )\mathbf {E} +(\mathbf {E} \cdot {\boldsymbol {\nabla }})\mathbf {E} \right]+{\frac {1}{\mu _{0}}}\left[({\boldsymbol {\nabla }}\cdot \mathbf {B} )\mathbf {B} +(\mathbf {B} \cdot {\boldsymbol {\nabla }})\mathbf {B} \right]-{\frac {1}{2}}{\boldsymbol {\nabla }}\left(\varepsilon _{0}E^{2}+{\frac {1}{\mu _{0}}}B^{2}\right)-\varepsilon _{0}{\frac {\partial }{\partial t}}\left(\mathbf {E} \times \mathbf {B} \right).}
5. Essa expressão contém todos os aspectos do eletromagnetismo e do momento e é relativamente fácil de calcular. Pode ser escrito de forma mais compacta introduzindo o tensor de tensão de Maxwell,
{\displaystyle \sigma _{ij}\equiv \varepsilon _{0}\left(E_{i}E_{j}-{\frac {1}{2}}\delta _{ij}E^{2}\right)+{\frac {1}{\mu _{0}}}\left(B_{i}B_{j}-{\frac {1}{2}}\delta _{ij}B^{2}\right).}

Todos, exceto o último termo de {\displaystyle \mathbf {f} } podem ser escritos como a divergência do tensor de tensão de Maxwell, dando:
{\displaystyle {\boldsymbol {\nabla }}\cdot {\boldsymbol {\sigma }}=\mathbf {f} +\varepsilon _{0}\mu _{0}{\frac {\partial \mathbf {S} }{\partial t}}\,,}

Como no teorema de Poynting, o segundo termo no lado direito da equação acima pode ser interpretado como a derivada temporal da densidade de momento do campo eletromagnético, enquanto o primeiro termo é a derivada temporal da densidade de momento para as partículas massivas. Desta forma, a equação acima será a lei de conservação do momento na eletrodinâmica clássica; onde o vetor de Poynting foi introduzido {\displaystyle \mathbf {S} ={\frac {1}{\mu _{0}}}\mathbf {E} \times \mathbf {B} .}

na relação acima para a conservação do momento, {\displaystyle {\boldsymbol {\nabla }}\cdot {\boldsymbol {\sigma }}} é a densidade do fluxo de momento e desempenha um papel semelhante a {\displaystyle \mathbf {S} } no teorema de Poynting.
A derivação acima assume conhecimento completo de ambos {\displaystyle \rho } e {\displaystyle \mathbf {J} } (tanto cargas livres quanto limitadas e correntes). Para o caso de materiais não lineares (como ferro magnético com uma curva BH), o tensor de tensão de Maxwell não linear deve ser usado.

## Equação
Na física, o tensor de tensão de Maxwell é o tensor de tensão de um campo eletromagnético. Conforme derivado acima, é dado por:
{\displaystyle \sigma _{ij}=\epsilon _{0}E_{i}E_{j}+{\frac {1}{\mu _{0}}}B_{i}B_{j}-{\frac {1}{2}}\left(\epsilon _{0}E^{2}+{\frac {1}{\mu _{0}}}B^{2}\right)\delta _{ij}},
onde {\displaystyle \epsilon _{0}} é a constante elétrica e {\displaystyle \mu _{0}} é a constante magnética, {\displaystyle \mathbf {E} } é o campo elétrico, {\displaystyle \mathbf {B} } é o campo magnético e {\displaystyle \delta _{ij}} é o delta de Kronecker. No sistema gaussiano, é dado por:
{\displaystyle \sigma _{ij}={\frac {1}{4\pi }}\left(E_{i}E_{j}+H_{i}H_{j}-{\frac {1}{2}}\left(E^{2}+H^{2}\right)\delta _{ij}\right)},
onde {\displaystyle \mathbf {H} } é o campo magnetizante.
Uma forma alternativa de expressar este tensor é:
{\displaystyle {\overset {\leftrightarrow }{\boldsymbol {\sigma }}}={\frac {1}{4\pi }}\left[\mathbf {E} \otimes \mathbf {E} +\mathbf {H} \otimes \mathbf {H} -{\frac {E^{2}+H^{2}}{2}}\mathbb {I} \right]}
onde {\displaystyle \otimes } é o produto diádico, e o último tensor é a díade unitária:
{\displaystyle \mathbb {I} \equiv {\begin{pmatrix}1&0&0\\0&1&0\\0&0&1\end{pmatrix}}=\left(\mathbf {\hat {x}} \otimes \mathbf {\hat {x}} +\mathbf {\hat {y}} \otimes \mathbf {\hat {y}} +\mathbf {\hat {z}} \otimes \mathbf {\hat {z}} \right)}
O elemento {\displaystyle ij} do tensor de tensão de Maxwell tem unidades de momento por unidade de área por unidade de tempo e fornece o fluxo de momento paralelo ao {\displaystyle i}-ésimo eixo cruzando uma superfície normal ao {\displaystyle j}-ésimo eixo (na direção negativa) por unidade de tempo.
Essas unidades também podem ser vistas como unidades de força por unidade de área (pressão negativa), e o elemento {\displaystyle ij} do tensor também pode ser interpretado como a força paralela ao {\displaystyle i}-ésimo eixo sofrida por uma superfície normal ao {\displaystyle j}-ésimo eixo por unidade de área. De fato, os elementos diagonais fornecem a tensão (puxando) atuando em um elemento de área diferencial normal ao eixo correspondente. Ao contrário das forças devido à pressão de um gás ideal, um elemento de área no campo eletromagnético também sente uma força em uma direção que não é normal ao elemento. Este cisalhamento é dado pelos elementos fora da diagonal do tensor de tensão.
Foi demonstrado recentemente que o tensor de tensão de Maxwell é a parte real de um tensor de tensão eletromagnético complexo mais geral, cuja parte imaginária é responsável pelas forças eletrodinâmicas reativas. 

## Na magnetostática
Se o campo for apenas magnético (o que é amplamente verdadeiro em motores, por exemplo), alguns dos termos desaparecem e a equação em unidades S.I. torna-se:
{\displaystyle \sigma _{ij}={\frac {1}{\mu _{0}}}B_{i}B_{j}-{\frac {1}{2\mu _{0}}}B^{2}\delta _{ij}\,.}
Para objetos cilíndricos, como o rotor de um motor, isso é ainda mais simplificado para:
{\displaystyle \sigma _{rt}={\frac {1}{\mu _{0}}}B_{r}B_{t}-{\frac {1}{2\mu _{0}}}B^{2}\delta _{rt}\,.}
onde {\displaystyle r} é o cisalhamento na direção radial (para fora do cilindro) e {\displaystyle t} é o cisalhamento na direção tangencial (ao redor do cilindro). É a força tangencial que gira o motor. {\displaystyle B_{r}} é a densidade de fluxo na direção radial, e {\displaystyle B_{t}} é a densidade de fluxo na direção tangencial.

## Na eletrostática
Na eletrostática, os efeitos do magnetismo não estão presentes. Neste caso, o campo magnético desaparece, ou seja, {\displaystyle \mathbf {B} =\mathbf {0} }, e obtemos o tensor de tensão de Maxwell eletrostático. Ele é dado na forma de componentes por:
{\displaystyle \sigma _{ij}=\varepsilon _{0}E_{i}E_{j}-{\frac {1}{2}}\varepsilon _{0}E^{2}\delta _{ij}}
e na forma simbólica por:
{\displaystyle {\boldsymbol {\sigma }}=\varepsilon _{0}\mathbf {E} \otimes \mathbf {E} -{\frac {1}{2}}\varepsilon _{0}(\mathbf {E} \cdot \mathbf {E} )\mathbf {I} }
onde {\displaystyle \mathbf {I} } é o tensor de identidade apropriado {\displaystyle {\big (}}geralmente {\displaystyle 3\times 3{\big )}}.

## Autovalor
Os autovalores do tensor de tensão de Maxwell são dados por:
{\displaystyle \{\lambda \}=\left\{-\left({\frac {\epsilon _{0}}{2}}E^{2}+{\frac {1}{2\mu _{0}}}B^{2}\right),~\pm {\sqrt {\left({\frac {\epsilon _{0}}{2}}E^{2}-{\frac {1}{2\mu _{0}}}B^{2}\right)^{2}+{\frac {\epsilon _{0}}{\mu _{0}}}\left({\boldsymbol {E}}\cdot {\boldsymbol {B}}\right)^{2}}}\right\}}
Esses autovalores são obtidos pela aplicação iterativa do lema dos determinantes da matriz, em conjunto com a fórmula de Sherman e Morrison.
Observando que a matriz de equação característica, {\displaystyle {\overleftrightarrow {\boldsymbol {\sigma }}}-\lambda \mathbf {\mathbb {I} } }, pode ser escrita como
{\displaystyle {\overleftrightarrow {\boldsymbol {\sigma }}}-\lambda \mathbf {\mathbb {I} } =-\left(\lambda +V\right)\mathbf {\mathbb {I} } +\epsilon _{0}\mathbf {E} \mathbf {E} ^{\textsf {T}}+{\frac {1}{\mu _{0}}}\mathbf {B} \mathbf {B} ^{\textsf {T}}}
onde
{\displaystyle V={\frac {1}{2}}\left(\epsilon _{0}E^{2}+{\frac {1}{\mu _{0}}}B^{2}\right)}
definimos
{\displaystyle \mathbf {U} =-\left(\lambda +V\right)\mathbf {\mathbb {I} } +\epsilon _{0}\mathbf {E} \mathbf {E} ^{\textsf {T}}}
Aplicando o lema do determinante de matriz uma vez, isso nos dá
{\displaystyle \det {\left({\overleftrightarrow {\boldsymbol {\sigma }}}-\lambda \mathbf {\mathbb {I} } \right)}=\left(1+{\frac {1}{\mu _{0}}}\mathbf {B} ^{\textsf {T}}\mathbf {U} ^{-1}\mathbf {B} \right)\det {\left(\mathbf {U} \right)}}
Aplicá-lo novamente produz,
{\displaystyle \det {\left({\overleftrightarrow {\boldsymbol {\sigma }}}-\lambda \mathbf {\mathbb {I} } \right)}=\left(1+{\frac {1}{\mu _{0}}}\mathbf {B} ^{\textsf {T}}\mathbf {U} ^{-1}\mathbf {B} \right)\left(1-{\frac {\epsilon _{0}\mathbf {E} ^{\textsf {T}}\mathbf {E} }{\lambda +V}}\right)\left(-\lambda -V\right)^{3}}
A partir do último multiplicando no RHS, vemos imediatamente que {\displaystyle \lambda =-V} é um dos autovalores.
Para encontrar o inverso de {\displaystyle \mathbf {U} } , usamos a fórmula de Sherman-Morrison:
{\displaystyle \mathbf {U} ^{-1}=-\left(\lambda +V\right)^{-1}-{\frac {\epsilon _{0}\mathbf {E} \mathbf {E} ^{\textsf {T}}}{\left(\lambda +V\right)^{2}-\left(\lambda +V\right)\epsilon _{0}\mathbf {E} ^{\textsf {T}}\mathbf {E} }}}
Fatorando um termo {\displaystyle \left(-\lambda -V\right)} no determinante, resta-nos encontrar os zeros da função racional:
{\displaystyle \left(-\left(\lambda +V\right)-{\frac {\epsilon _{0}\left(\mathbf {E} \cdot \mathbf {B} \right)^{2}}{\mu _{0}\left(-\left(\lambda +V\right)+\epsilon _{0}\mathbf {E} ^{\textsf {T}}\mathbf {E} \right)}}\right)\left(-\left(\lambda +V\right)+\epsilon _{0}\mathbf {E} ^{\textsf {T}}\mathbf {E} \right)}
Assim, uma vez que resolvemos
{\displaystyle -\left(\lambda +V\right)\left(-\left(\lambda +V\right)+\epsilon _{0}E^{2}\right)-{\frac {\epsilon _{0}}{\mu _{0}}}\left(\mathbf {E} \cdot \mathbf {B} \right)^{2}=0}
obtemos os outros dois autovalores.